# Chan Asparoechovo
Chan Asparoechovo (Bulgaars: Хан Аспарухово) is een dorp in Bulgarije. Het dorp is gelegen in de gemeente Stara Zagora, oblast Stara Zagora. Het dorp ligt 18 km ten oosten van Stara Zagora en 208 km ten zuidoosten van de hoofdstad Sofia.

## Bevolking
Op 31 december 2020 schatte het Nationaal Statistisch Instituut van Bulgarije een inwonersaantal van 1.306 personen. Dit waren 148 mensen (12,8%) meer dan 1.158 inwoners bij de officiële census van februari 2011. De gemiddelde jaarlijkse groei in die periode komt daarmee uit op 1,2%, hetgeen hoger is dan het landelijk jaarlijks gemiddelde over deze periode (-0,63%).
| Bevolkingsontwikkeling tussen 1934 en 2020          |
| --------------------------------------------------- |
|                                                     |
| Bron: Nationaal Statistisch Instituut van Bulgarije |

In het dorp wonen twee etnische groepen: etnische Turken en Bulgaren. In de volkstelling van 2011 identificeerden 673 van de 1.146 ondervraagden zichzelf met de "Turkse etniciteit", oftewel 58,7% van alle ondervraagden. De overige ondervraagden noemden zichzelf vooral etnische Bulgaren (464 personen oftewel 40,5%).
| Etnische samenstelling van de respondenten (2011) | Etnische samenstelling van de respondenten (2011) | Etnische samenstelling van de respondenten (2011) | Etnische samenstelling van de respondenten (2011) | Etnische samenstelling van de respondenten (2011) |
| ------------------------------------------------- | ------------------------------------------------- | ------------------------------------------------- | ------------------------------------------------- | ------------------------------------------------- |
|                                                   |                                                   |                                                   |                                                   |                                                   |
| Bulgaren                                          | Bulgaren                                          |                                                   | 40,5%                                             | 40,5%                                             |
| Turken                                            | Turken                                            |                                                   | 58,7%                                             | 58,7%                                             |
| Roma                                              | Roma                                              |                                                   | 0,0%                                              | 0,0%                                              |
| Anders/Onbekend                                   | Anders/Onbekend                                   |                                                   | 0,8%                                              | 0,8%                                              |

Van de 1.306 inwoners die in februari 2011 werden geregistreerd, waren er 290 tussen de 0-14 jaar oud (25%), 687 inwoners waren tussen de 15-64 jaar oud (59,3%) en 181 inwoners waren 65 jaar of ouder (15,6%).